# Restauración Comneno

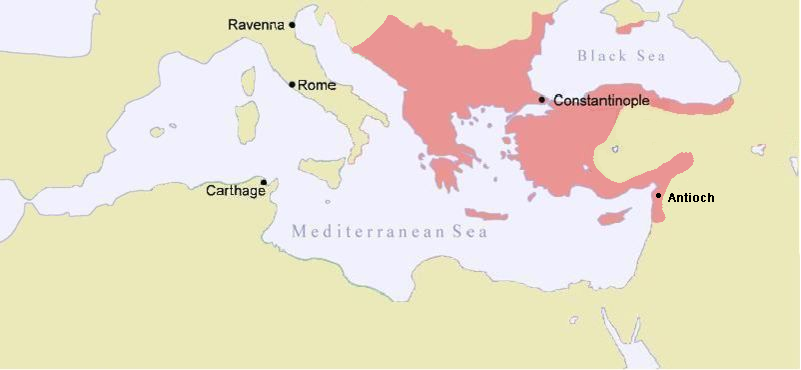
El Imperio Bizantino bajo Manuel I Comneno, c. 1170. En esta etapa, gran parte de Asia Menor y gran parte de los Balcanes se habían recuperado.

La restauración Comneno es el término utilizado por los bizantinistas para describir la recuperación militar, financiera y territorial del Imperio bizantino bajo la dinastía de los Comnenos, a partir de la ascensión de Alejo I Comneno en 1081, hasta la muerte de Andrónico I Comneno en 1185. Al comienzo del reinado de Alejo I, el imperio estaba tambaleándose a raíz de su derrota a manos de los turcos selyúcidas en la batalla de Manzikert en 1071. El imperio también estaba amenazado por los normandos de Roberto Guiscardo, que invadían los Balcanes desde su base en el sur de Italia. Todo esto ocurría al tiempo que la institución militar del imperio se encontraba en desorden y era cada vez más dependiente de mercenarios. Emperadores previos habían también despilfarrado los enormes depósitos de oro de Constantinopla, de manera que la defensa del imperio se había desquebrajado y había pocas tropas para llenar los vacíos.
Con todo y esto, los Comnenos lograron reafirmar militar y culturalmente la preeminencia bizantina en el mundo mediterráneo. Florecieron relaciones entre el oriente bizantino y Europa occidental, epitomizadas en la colaboración de Alejo I y emperadores posteriores con los Cruzados (Alejo fue fundamental para llamar a la Primera Cruzada). El disperso y desorganizado ejército bizantino fue reestructurado hasta convertirse en una fuerza bélica competente conocida como el ejército bizantino Comneno. Si bien el imperio se desintegró rápidamente tras la muerte del último emperador Comneno, Andrónico I, en 1185, la restauración Comneno representó la cúspide final de los mil quinientos años de historia del Imperio romano. 

## Antecedentes
En las décadas anteriores a los Comneno, el Imperio bizantino había estado en constante declive debido a muchos factores, el más importante de los cuales era el conflicto político entre la burocracia estatal de Constantinopla y la aristocracia militar bizantina.
Casi cada año desde la muerte del emperador Basilio II (1025), la aristocracia se había alzado en rebelión a lo largo de todo el imperio, al este y al oeste, lo que hacía que el ejército bizantino se moviera de un lado a otro, exponiendo sus fronteras a incursiones a manos de normandos, pechenegos o jinetes túrquicos. Las posesiones del imperio en el sur de Italia finalmente se perdieron ante los normandos bajo el mando de Roberto Guiscardo y su hijo Bohemundo de Tarento, quienes rápidamente se volcaron hacia las provincias balcánicas de Bizancio, que estaban en manos débiles y eran propicias para ser saqueadas. En el campo, existía un campesinado libre, a diferencia de lo que ocurría en Europa occidental. Sin embargo, el creciente poder de la aristocracia condujo al desmantelamiento del campesinado libre y a la ampliación de propiedades privadas por parte de la aristocracia, a veces mediante compras, pero a menudo mediante intimidación o violencia directa. Durante su reinado, Basilio II había sido despiadado y exitoso en frenar el creciente poder aristocrático, pero tras su muerte, el proceso se reanudó y se aceleró. Otro problema tuvo lugar en la crisis de sucesión tras la muerte del sucesor y hermano de Basilio II, Constantino VIII, en 1028. Constantino VIII no tenía herederos varones y, como consecuencia, los burócratas de Constantinopla casaron a sus hijas Zoe y Teodora con hombres mayores e incompetentes, no aptos para gobernar, mal asesorados, y que malgastaban el dinero en cosas triviales.
Como resultado del creciente poder y militancia de la aristocracia y la crisis sucesoria, las políticas de los burócratas en Constantinopla consistían debilitar el poder de esta clase aristocrática liberando a los campesinos anatolios del servicio militar y convirtiéndolos en una población que pagaba impuestos. Las defensas fronterizas bizantinas cayeron en decadencia a medida que los sucesivos emperadores desmantelaban los grandes ejércitos permanentes de épocas anteriores para ahorrar dinero. Esto hizo que los ejércitos fueran aún más débiles para hacer frente a las incursiones externas. Los burócratas contrataron entonces mercenarios, en particular normandos, para reemplazar al ejército profesional y usaron reclutas cada vez más viejos para defender la tenue frontera. Sin embargo, la poca confianza en estas tropas mercenarias, además de su rebeldía y ambición, y el enorme gasto que representaban significó que no respetaran la autoridad estatal y que también llevaran a cabo incursiones en la Anatolia bizantina, incluso a veces trabajando junto con los invasores túrquicos contra los que se les encomendó luchar. Estas bandas mercenarias también se pusieron al servicio de los aristócratas, rebelándose contra el gobierno. Durante esta época, el conflicto con los armenios estalló de nuevo. Se dejó que la administración estatal, la economía y el sistema militar quedaran abandonados, en gran parte debido a heridas autoinfligidas. La imagen del estado bizantino hasta 1071 era una de un caos casi total.
Después de la guerra contra el sultanato selyúcida, en 1071 el emperador Romano IV Diógenes intentó reafirmar el dominio bizantino en Anatolia y recuperar fortalezas perdidas por traición a manos de los turcos selyúcidas, pero fue atacado en su camino a través de Anatolia central y oriental por sus súbditos armenios. Al enterarse de avances bizantinos hacia Manzikert y de que se incumplía su acuerdo de paz, el sultán selyúcida Alp Arslan cambió las órdenes de su ejército de atacar al califato fatimí para que atacaran al ejército bizantino. El ejército bizantino estaba dividido políticamente entre aristócratas rivales y aspirantes a la monarquía bizantina, como los Ducas. Estos Ducas huyeron de la zona cercana a Manzikert y dejaron solo al emperador Romano para enfrentar a Alp Arslan. La batalla de Manzikert no fue decisiva militarmente de inmediato, pero acontecimientos subsiguientes se salieron de control y, por lo tanto, constituye un momento central en la historia bizantina. El emperador Romano fue capturado en batalla y declarado muerto por los Ducas, que regresaron a Constantinopla con Miguel VII Ducas proclamado emperador. Romano fue liberado tras el pago de un rescate, pero fue capturado por los Ducas a su regreso a través de Anatolia, que le cegaron, y murió a causa de sus heridas. El reinado de Miguel VII fue turbulento con nuevas guerras civiles que estallaron con la retirada de las fuerzas bizantinas de las fronteras. Ahora bandas túrquicas atacaban en mayor número, saqueando aún más en Anatolia oriental y central sin oposición. Durante esta época, los turcos selyúcidas invadieron gran parte de Anatolia, llegando incluso a atacar la orilla oriental frente a Constantinopla. El ejército del imperio se desmoronó por completo, a medida que se abandonaban posiciones defensivas y se perdía rápidamente territorio ante los turcos que avanzaban. El estado prácticamente se derrumbó.

## Alejo I Comneno (1081–1118)
Tercer hijo de Juan Comneno y sobrino de Isaac I (emperador entre 1057 y 1059), Alejo procedía de una distinguida familia de terratenientes bizantinos y fue uno de los magnates militares que durante mucho tiempo habían instado a adoptar medidas de defensa más eficaces, en particular contra la invasión de los turcos en las provincias bizantinas de Anatolia oriental y central. Entre 1068 y 1081 Alejo prestó un servicio militar competente durante los breves reinados de Romano IV Diógenes, Miguel VII Ducas y Nicéforo III. Después, con el apoyo de su hermano Isaac y de su madre, la formidable Ana Dalaseno, y con el de la poderosa familia Ducas, a la que pertenecía su esposa, Irene, arrebató el trono bizantino a Nicéforo III.
El reinado de Alejo está bien documentado gracias a la supervivencia de la Alexiada, escrita por su hija Ana Comneno, que detalla todos los eventos de su reinado, aunque con un sesgo positivo hacia Alejo. Tras su ascenso al trono, Alejo heredó un imperio muy debilitado que casi de inmediato se vio acosado por una grave invasión de los normandos del sur de Italia. Después de la conquista normanda de la Italia bizantina y la Sicilia sarracena, el emperador bizantino Miguel VII, comprometió a su hijo Constantino Ducas con la hija de Roberto Guiscardo, duque de Apulia y Calabria. Cuando Miguel fue depuesto, Roberto tomó esto como una como casus belli para invadir los Balcanes en 1081. Alejo no tenía un ejército lo suficientemente fuerte como para resistir con éxito la invasión al principio y sufrió una grave derrota en la batalla de Dirraquio (1081), que permitió a Roberto y a su hijo Bohemundo ocupar gran parte de los Balcanes.

### Las batallas de Dirraquio (1081) y Levounion (1091)
El ejército de Roberto sitió inicialmente Dirraquio, pero su flota fue derrotada por los venecianos, cuya ayuda se aseguró Alejo a cambio de concederle a Veneceia extensos privilegios comerciales con el Imperio bizantino. La batalla de Dirraquio tuvo lugar el 18 de octubre de 1081, entre el Imperio bizantino, liderado por el emperador Alejo, y los normandos del sur de Italia bajo Guiscardo. La batalla se libró cerca de la ciudad de Dirraquio, la capital bizantina de Iliria (cerca de la actual Durres en Albania), y terminó en una victoria normanda. La batalla comenzó con el ala derecha bizantina contra el ala izquierda de los normandos, que se dispersaron y huyeron. Los mercenarios varegos se unieron en la persecución de los normandos en fuga, pero se separaron de la fuerza principal y fueron masacrados. Los caballeros normandos en el centro atacaron el centro bizantino y derrotándolos, causando que los bizantinos huyeran.
Después de esta victoria, los normandos tomaron Dirraquio en febrero de 1082 y avanzaron hacia el interior, capturando la mayor parte de Macedonia y Tesalia. Roberto se vio obligado a abandonar Grecia para hacer frente a un ataque contra su aliado, el papa Gregorio VII, por parte del emperador del Sacro Imperio Romano Germánico, Enrique IV. Roberto dejó a su hijo Bohemundo a cargo del ejército en Grecia. Bohemundo tuvo éxito inicialmente, derrotando a Alejo en varias batallas, pero fue derrotado por Alejo en las afueras de Larisa. Obligado a retirarse a Italia, Bohemundo perdió todo el territorio ganado por los normandos en la campaña. Esta victoria dio inicio a la restauración de Comneno.
Poco después de la muerte de Roberto en 1085, los pechenegos, un grupo nómada túrquico del norte del Danubio, invadieron el imperio con una fuerza de 80 000 hombres. Consciente de que no podría derrotar a los pechenegos por medios convencionales, Alejo I se alió con otro grupo nómada, los cumanos, para ayudarlo, lo que resultó en la aniquilación de la horda pechenega en la batalla de Levounion el 29 de abril de 1091. La batalla de Levounion fue la primera victoria decisiva bizantina de la restauración Comneno.
Alejo puso un alto a la intrusión de los turcos selyúcidas, que habían ya establecido el sultanato de Rūm (o Konya) en Anatolia central. Alejo hizo acuerdo con Suleiman ibn Kutalmish de Konya (1081) y luego con su hijo Kilij Arslan I (1093), así como con otros gobernantes musulmanes en la frontera oriental de Bizancio.

### Primera cruzada
Alejo I pronto llevó a cabo la que quizás fue su acción más importante como emperador cuando pidió ayuda al papa Urbano II para combatir a los musulmanes de Anatolia y el Levante. Alejo esperaba especialmente recuperar Siria y otras áreas que habían sido parte del Imperio bizantino en siglos anteriores. Tuvo éxito en su intento de conseguir el apoyo de Europa occidental, ya que un contingente sorprendentemente grande de cruzados bajo el mando de Godofredo de Bouillón (entre otros nobles europeos) partió de Europa occidental y viajó a través de Anatolia hasta su destino final, Jerusalén. Si bien las relaciones entre cruzados y bizantinos no siempre fueron cordiales, la coordinación entre los dos ejércitos fue fundamental para capturar muchas ciudades importantes en Asia Menor y, finalmente, la propia Jerusalén. Entre 1097 y 1101, Alejo logró recuperar Nicea, Rodas y Éfeso, al tiempo que convirtió a Antioquía en su vasallo. Esto llevó al Imperio a su mayor extensión desde antes de la batalla de Manzikert en 1071.
Sin embargo, para lograr estas importantes victorias militares, Alejo tuvo que recurrir a medidas drásticas para mantener el imperio a flote financieramente en medio de tantas expediciones militares. Lo hizo fundiendo muchos artefactos de la Iglesia y vendiendo tierras de la Iglesia, al tiempo que utilizaba el reclutamiento obligatorio para mantener el ejército bien provisto de personal. Esto causó una reducción de su popularidad, pero aun así logró resucitar el Imperio bizantino para el momento de su muerte en 1118.

## Juan II Comneno (1118-1143)
Juan II Comneno continuó con los éxitos militares de Alejo y durante todo su reinado fue conocido por ser un comandante amable y cauteloso que nunca arriesgó a las fuerzas bizantinas en enormes enfrentamientos que podrían haber resultado en grandes catástrofes. En cambio, recuperó metódicamente fortalezas en toda Anatolia durante su reinado. Sin embargo, el progreso fue lento y gradual, porque los turcos de la zona eran fuertes y el ejército bizantino aún no había alcanzado su apogeo anterior. No obstante, Juan hizo progresos constantes durante todo su reinado en el frente de Anatolia, y finalmente conquistó un camino a Antioquía para poder vigilar a los príncipes cruzados que gobernaban la zona.
En el frente de los Balcanes, Juan logró una aplastante victoria sobre los pechenegos en la batalla de Beroia (actual Stara Zagora, Bulgaria) en 1122. Su victoria en Beroia fue tan decisiva que dio lugar a la desaparición de los pechenegos como una fuerza independiente y desaparecieron de la mayoría de los registros históricos. Gracias a sus continuos éxitos militares, el imperio bizantino se mantuvo a salvo y sus reinos no sufrieron destrucción y pudieron crecer y prosperar.
Durante este tiempo, Juan también reorganizó el ejército bizantino, convirtiéndolo en una fuerza de combate profesional—el llamado ejército Comneno—, y no en la mezcolanza de fuerzas locales que había sido anteriormente. Creó campamentos militares permanentes y fortificados tanto en Anatolia como en los Balcanes, donde sus ejércitos de campaña podían concentrarse y entrenarse, y añadió un gran componente de caballería al ejército (el más famoso fue los catafractos de Macedonia), lo que permitió a los bizantinos luchar eficazmente contra los turcos, que eran más móviles. Sin embargo, Juan murió repentinamente en 1143, posiblemente a causa de una flecha envenenada que le enviaron traicioneramente los cruzados celosos que no querían que triunfara e invadiera su territorio o soberanía. Su muerte repentina impidió que los bizantinos continuaran con sus conquistas de Anatolia. La historiadora Zoé Oldenbourg cree que, si Juan hubiera vivido tan solo unos años más, los bizantinos habrían logrado avances territoriales mucho mayores.

## Manuel I Comneno (1143–1180)

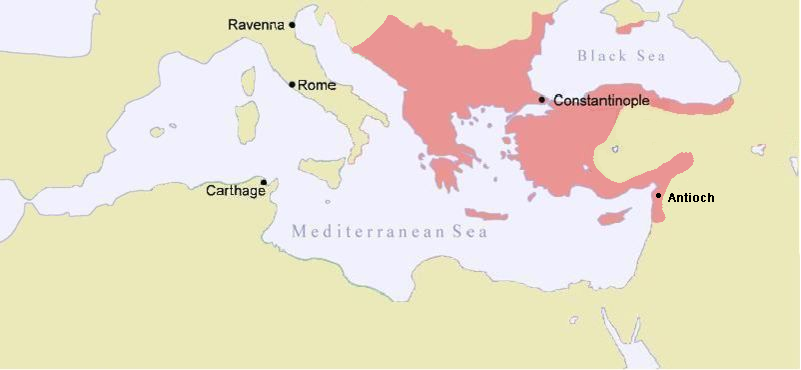
El imperio bizantino bajo Manuel I Comneno, c. 1170. Para esta etapa, se había recuperado gran parte de Asia Menor y una gran sección de los Balcanes.

Aunque Manuel era el más joven de los cuatro hijos de Juan, fue elegido para suceder a su padre debido a su capacidad para escuchar consejos y aprender de sus errores (o al menos eso creía su padre). Continuó la restauración de Comneno admirablemente, particularmente en los Balcanes, donde consolidó las posesiones bizantinas e infligió una aplastante derrota al Reino de Hungría en 1167 en la Batalla de Sirmium o Batalla de Zemun (en húngaro: zimonyi csata), que obligó a los húngaros a pedir la paz en condiciones bizantinas. Con esta victoria, el Reino de Hungría se convirtió en vasallo del Imperio y, según el destacado historiador bizantino Paul Magdalino, el control bizantino sobre los Balcanes alcanzó su punto más efectivo desde la Antigüedad Tardía.
Además, Manuel abrió relaciones con los reinos occidentales, pues había aprendido a apreciar sus diversas culturas, e incluso organizó competiciones de justas con regularidad. Debido a esta afición, aumentó los lazos diplomáticos con Occidente, concertando alianzas con el Papa y los cruzados de Ultramar y se enfrentó con éxito a la problemática Segunda cruzada que pasó por sus tierras. A la vez, los europeos occidentales lo tenían en gran estima, y el historiador latino Guillermo de Tiro lo describió como «amado de Dios... un hombre de gran alma y de energía incomparable», lo que pone de relieve la buena voluntad que se granjeó de las potencias europeas occidentales hasta entonces hostiles. De hecho, se dice que de todos los emperadores bizantinos, Manuel fue el que más cerca estuvo de curar la brecha centenaria entre las Iglesias cristianas de Oriente y Occidente, aunque nunca logró por completo este objetivo.
En Anatolia misma, sin embargo, los éxitos de Manuel fueron más cuestionables, y su reinado se destaca por su derrota en la batalla de Miriocéfalo en 1176 a manos de los selyúcidas. Los historiadores han debatido durante mucho tiempo la importancia de esta derrota, y algunos la califican de desastre absoluto, mientras que otros creen que el emperador salió de ella con la mayor parte de su ejército intacto. Sin embargo, todos coinciden en que la era de la invencibilidad de Comneno terminó con esta batalla y que el imperio nunca volvió a tomar la ofensiva en Anatolia, lo que constituyó un presagio de la debilidad que se avecinaba. Independientemente de la historia real, está claro que después de Miriocéfalo, los avances bizantinos en Anatolia se detuvieron para siempre y lo único que pudieron hacer en adelante fue simplemente mantener el statu quo.
Con todo, las pérdidas se recuperaron rápidamente y, al año siguiente, las fuerzas de Manuel infligieron una derrota a una fuerza de turcos. El comandante bizantino Juan Comneno Vatatzés, que destruyó a los invasores turcos en la batalla de Hyelion y Leimocheir, no solo trajo tropas desde la capital, sino que también logró reunir un ejército en el camino, una señal de que el ejército bizantino seguía siendo fuerte y de que el programa defensivo del Asia Menor occidental seguía teniendo éxito. La victoria bizantina fue seguida por expediciones punitivas contra los nómadas turcomanos asentados alrededor del valle superior del Menderes.

## Andrónico I y el fin de la Restauración Comnena
Con la muerte de Manuel en 1180, el imperio bizantino se vio nuevamente sumido en una crisis sucesoria debido a que su hijo Alejo II Comneno era aún menor de edad. La emperatriz María gobernó el imperio como regente, pero fue rápidamente depuesta por una serie de revueltas y, en su lugar, Andrónico I, primo de Manuel, se convirtió en emperador. Andrónico era conocido por su increíble crueldad: a menudo utilizaba grandes actos de violencia para lograr que otros siguieran sus órdenes, lo que generaba poca simpatía por parte del pueblo de a pie. Poco después de asumir el poder, Andrónico orquestó el asesinato de la emperatriz viuda. En septiembre de 1183 fue coronado coemperador de Alejo II y dos meses después lo hizo estrangular. Para legitimar su usurpación, Andrónico, de 65 años, se casó con la viuda de 13 años de Alejo, Inés de Francia. Aunque Andrónico trabajó incansablemente para erradicar la corrupción en el Imperio, sus tácticas de mano dura contra la aristocracia naturalmente llevaron a la disidencia, y finalmente fue derrocado en 1185.
De igual importancia fue su fracaso en evitar la Masacre de los Latinos en Constantinopla en 1182, cuando decenas de miles de comerciantes de Europa Occidental (en su mayoría pisanos y genoveses) fueron masacrados por turbas en un fervor xenófobo. Esto contribuyó a la desunión entre Oriente y Occidente que culminó en el saqueo de Constantinopla por los miembros de la Cuarta cruzada en 1204.
Andrónico intentó mejorar la vida en las provincias reformando el decadente sistema político, prohibiendo la venta de cargos, castigando a funcionarios corruptos y, sobre todo, frenando el poder de los grandes nobles feudales y terratenientes cuyos privilegios minaban la unidad del imperio. Repudió la política prooccidental de Manuel y afirmó la independencia de la iglesia oriental, despertando así la hostilidad de los cristianos occidentales. En 1183, Bela III de Hungría, autodenominándose vengador de la emperatriz viuda María (una occidental), invadió el imperio y saqueó varias ciudades. En agosto de 1185, normandos sicilianos liderados por Guillermo II marcharon a través de Grecia y ocuparon Tesalónica, la segunda ciudad del imperio. Ante la noticia de la aproximación de los normandos, estalló una revuelta en la capital, Isaac II Ángelo fue proclamado emperador y Andrónico fue ejecutado horriblemente por una turba callejera.
La muerte de Andrónico puso fin al resurgimiento de los Comnenos, que duró un siglo, y el Imperio cayó en una guerra civil mientras la aristocracia y la élite militar luchaban por el control. Esto llevó a la debilidad militar, lo que permitió a los turcos recuperar gran parte de su territorio en Anatolia. En dos siglos, Constantinopla, por primera vez en su historia milenaria como capital del Imperio bizantino, sería conquistada por una potencia extranjera. La decadencia del Imperio comenzó casi de inmediato, pues sin los fuertes emperadores Comnenos, los problemas financieros y militares anteriores del Imperio se hicieron evidentes e imparables, y para 1204 Bizancio había dejado de ser una gran potencia.